# The Joshua Tree Tour 2017
The Joshua Tree Tour 2017 ha estat una gira de concerts de la banda irlandesa de rock U2, duta a terme al llarg de l'any 2017 per a commemorar el 30è aniversari de l'edició, l'any 1987, del disc The Joshua Tree, mític àlbum de la banda. La gira visità estadis durant el 2017 en dues parts: Amèrica del Nord de maig a juliol, i Europa de juliol a agost. La banda tocà l'àlbum complet en cada concert de la gira, incloent-hi la primera actuació en viu de la cançó Red Hill Mining Town. La gira va ser anunciada el 9 de gener de 2017. Les entrades anticipades van començar a vendre's l'11 de gener de 2017 per als subscriptors de U2.com, abans de sortir a la venda general el 16 de gener (per als concerts europeus) i el 17 de gener (per als nord-americans). Com a part de la gira, U2 van ser els caps de cartell del Bonnaroo Music Festival a Manchester (Tennessee) al mes de juny.

## Dates de gira
| Data                     | Ciutat          | País         | Estadi                        | Teloners                           | Audiència | Ingressos |
| ------------------------ | --------------- | ------------ | ----------------------------- | ---------------------------------- | --------- | --------- |
| Part 1: Amèrica del Nord |                 |              |                               |                                    |           |           |
| 12 maig 2017             | Vancouver       | Canada       | BC Place                      | Mumford & Sons                     |           |           |
| 14 maig 2017             | Seattle         | Estats Units | CenturyLink Field             | Mumford & Sons                     |           |           |
| 17 maig 2017             | Santa Clara     | Estats Units | Levi's Stadium                | Mumford & Sons                     |           |           |
| 20 maig 2017             | Pasadena        | Estats Units | Rose Bowl                     | The Lumineers                      |           |           |
| 24 maig 2017             | Houston         | Estats Units | NRG Stadium                   | The Lumineers                      |           |           |
| 26 maig 2017             | Arlington       | Estats Units | AT&T Stadium                  | The Lumineers                      |           |           |
| 3 juny 2017              | Chicago         | Estats Units | Soldier Field                 | The Lumineers                      |           |           |
| 7 juny 2017              | Pittsburgh      | Estats Units | Heinz Field                   | The Lumineers                      |           |           |
| 11 juny 2017             | Miami           | Estats Units | Hard Rock Stadium             | OneRepublic                        |           |           |
| 14 juny 2017             | Tampa           | Estats Units | Raymond James Stadium         | OneRepublic                        |           |           |
| 18 juny 2017             | Philadelphia    | Estats Units | Lincoln Financial Field       | The Lumineers                      |           |           |
| 20 juny 2017             | Landover        | Estats Units | FedExField                    | The Lumineers                      |           |           |
| 23 juny 2017             | Toronto         | Canadà       | Rogers Centre                 | The Lumineers                      |           |           |
| 25 juny 2017             | Foxborough      | Estats Units | Gillette Stadium              | The Lumineers                      |           |           |
| 28 juny 2017             | East Rutherford | Estats Units | MetLife Stadium               | The Lumineers                      |           |           |
| 1 juliol 2017            | Cleveland       | Estats Units | First Energy Stadium          | OneRepublic                        |           |           |
| Part 2: Europa           |                 |              |                               |                                    |           |           |
| 8 juliol 2017            | London          | Regne Unit   | Twickenham Stadium            | Noel Gallagher's High Flying Birds |           |           |
| 12 juliol 2017           | Berlin          | Alemanya     | Olympiastadion                | Noel Gallagher's High Flying Birds |           |           |
| 15 juliol 2017           | Rome            | Itàlia       | Stadio Olimpico               | Noel Gallagher's High Flying Birds |           |           |
| 18 juliol 2017           | Barcelona       | Catalunya    | Estadi Olímpic Lluís Companys | Noel Gallagher's High Flying Birds |           |           |
| 22 juliol 2017           | Dublin          | Irlanda      | Croke Park                    | Noel Gallagher's High Flying Birds |           |           |
| 25 juliol 2017           | Paris           | França       | Stade de France               | Noel Gallagher's High Flying Birds |           |           |
| 29 juliol 2017           | Amsterdam       | Holanda      | Amsterdam Arena               | Noel Gallagher's High Flying Birds |           |           |
| 1 agost 2017             | Brussel·les     | Bèlgica      | King Baudouin Stadium         | Noel Gallagher's High Flying Birds |           |           |